# Klaus-Dieter Sieloff
Klaus-Dieter Sieloff (Tilsit, 27 febbraio 1942 – Stoccarda, 13 dicembre 2011) è stato un calciatore tedesco, di ruolo difensore.

## Palmarès

### Club

#### Competizioni nazionali
- Campionato tedesco: 2

Borussia Mönchengladbach: 1969-1970, 1970-1971
- Coppa di Germania: 1

Borussia Mönchengladbach: 1972-1973